# Биг радио
Биг радио је комерцијална радио-станица из Бањалуке, Републике Српске, Босне и Херцеговине. Почевши са радом 21. марта 1992. представљо је прву приватну радио станицу основану на подручју бивше Југославије. Након оснивања постао је најслушанија радио станица на подручју бањалучке регије и читав током рата и непосредно након рата заузимао је апсолутни примат међу медијима ове регије.  Радио Биг нудио је у то вријеме интересантан прогам какав слушаоци до тада нису имали прилику чути, са посебним освртом на информативни дио који је до данас остао најважнији сегмент програма. Данас ова радио станица запошљава 30 радника и емитује три програма 24 часа дневно а путем властитог предајника на Крчмарицама код Бање Луке, БИГ 1 – 5 kW , БИГ 2 – 1 kW, БИГ 3 – 1 kW, сигналом покрива сјеверозападни дио Републике Српске и дио сусједне Републике Хрватске (Кутина, Загреб, Окучани, Славонска Пожега). Биг радио емитује програм и путем интернета чиме је доступан слушаоцима који живе у иностранству.

## Лого радија
Птица тукан је заштитни знак Биг радија. А у 2012. години овај симбол радија је редизајниран, добио је ново перје али је остао у препознатљивом стилу и духу Биг радија.

## Информативни програм
Информатива је један од заштитних знакова Биг радио - програма. Биг вијести емитоване у 5 минута до пуног сата, од самог оснивања радија биле су најслушанији медијски инфо. програм у бањалучкој регији, нарочито је то било наглашено током ратних година и у првим поратним годинама. Карактерише их препознатљива музичка позадина, те кратке и ексклузивне инфорамције из земље и свијета. Биг радио први је објавио вијест о смрти 12 бањалучких беба 1992. године , а на Биг радију је настала и чувена музичка нумера посвећена овом догађају - Дванаест звјездица. 

## Дарко Гуњић Гуња
Дарко Гуњић Гуња је један од најпрепознатљивијих радио водитеља у Републици Српској.  На Биг радију је почео радити крајем 1994. године. Водио је 7 година емисију забавног карактера - Блаблаоница. Уређивао је још много емисија попут - Фолк центиметра, Програм плус, Рокенролера, Урбана екстраваганце, Спајалице ... Познат је и као члан рок бенда Балкан Екпрес, у којем је од оснивања 1996. године. По струци је металостругар, а радио је од 1987 - 1995. године у Бањалучкој фирми Универзал.
Највише волим да пребацим ТВ програм на Дискавери и Националну географију, и гледам како лав јури антилопу, она бјежи а ја знам да ће је стићи, па се немам шта секирати. — Дарко Гуњић Гуња, за „Фронтал“ 14. јануар 2014.